# Tithoes yolofus
Tithoes yolofus es una especie de escarabajo longicornio del género Tithoes, categorizada en la tribu Acanthophorini, de la subfamilia Prioninae. Fue descrita por Dalman en 1817.
El período de actividad en ejemplares adultos se presenta regularmente en febrero, abril, mayo, junio, noviembre y diciembre. Existe un ejemplar de la especie en el museo de las Ciencias Naturales.

## Descripción
Mide 56-79 mm de longitud.

## Distribución
Se distribuye por África: Costa de Marfil, Ghana, Guinea Ecuatorial, Liberia, Sierra Leona y Togo.